# Liste bedeutender Gehörlosenpädagogen im deutschsprachigen Raum
Gehörlosenlehrer/-pädagoge im deutschsprachigen Raum:
| Name                               | Lebensdaten      | Wirken |
| ---------------------------------- | ---------------- | --- |
| Franz Ammann                       | 1795 – 1875      | Schweizer Ordensgeistlicher, Lehrer und Publizist |
| Hans Ammann                        | 1904 – 1990      | Schweizer Gehörlosenlehrer und Sprachheilpädagoge |
| Johann Konrad Ammann               | 1669 – 1724      | Schweizer Arzt und Gehörlosenlehrer |
| Max Bayer                          | 1906 – 1943/1944 | deutscher Gehörlosenpädagoge |
| Horst Biesold                      | 1939 – 2000      | deutscher Gehörlosenlehrer und Autor |
| Herbert L. Breiner                 | 1929 – 2024      | deutscher Gehörlosenlehrer und Direktor |
| Maria Agreda Dirr                  | 1880 – 1949      | deutsche Taubstummenpädagogin |
| Gotthelf August Eichler            | 1821 – 1896      | deutscher Taubstummenlehrer |
| Bernhard Ernsdorfer                | 1767 – 1836      | deutscher Taubstummenlehrer |
| Ernst Adolf Eschke                 | 1766 – 1811      | deutscher hörender Gehörlosenlehrer, Oberschulrat, Schriftsteller und Jurist                                                                                    |
| Adolf Freunthaller                 | 1887 – 1965      | österreichischer Gehörlosenlehrer, Pädagoge, Sonderschuldirektor und Wiener Schulrat                                                                            |
| Eduard Fürstenberg                 | 1827 – 1885      | deutscher Gehörlosenpädagoge in Berlin, Gründer des ersten Vereins für taube Menschen in Deutschland, Herausgeber und Chefredakteur von „Der Taubstummenfreund“ |
| Johann Joseph Gronewald            | 1804 – 1873      | deutscher Pädagoge für Gehörlose und Gründer der ersten Gehörlosenschule in Köln                                                                                |
| Carl Ludwig Habermaß               | 1783 – 1826      | deutscher gehörloser Lehrer an Eschkes Schule |
| Lorenz Haug                        | 1818–1856        | deutscher Gehörlosenpädagoge |
| Johannes Heidsiek                  | 1855–1942        | Lehrer in Breslau |
| Anna Catharina Elisabeth Heinicke  | 1757 – 1840      | deutsche Gehörlosenpädagogin in Leipzig |
| Samuel Heinicke                    | 1727 – 1790      | deutscher Gehörlosenpädagoge in Leipzig |
| Hans Hensen                        | 1786 – 1846      | deutscher Vorsteher der königlichen Taubstummenanstalt Schleswig, Etatsrat und Professor                                                                        |
| Friedrich Moritz Hill              | 1805 – 1874      | deutscher Gehörlosenlehrer in Weißenfels |
| August Holder                      | 1850 – 1918      | deutscher Lehrer, Literaturhistoriker und Lokalhistoriker |
| Margaretha Hüttmann                | 1789 – 1854      | gehörlose Lehrerin in Schleswig |
| Johann Friedrich Jencke            | 1812 – 1893      | deutscher Gründer und erster Direktor der Taubstummenschule in Dresden sowie königlich-sächsischer Hofrat                                                       |
| Heinrich Keller                    | 1728 – 1802      | Schweizer Pfarrer und erster Gehörlosenlehrer (Taubstummenlehrer) der Schweiz                                                                                   |
| Erwin Kern                         | 1897 – 1988      | deutscher Gehörlosenpädagoge und Hochschullehrer |
| Albert Klotz                       | 1812 – 1894      | Gehörlosenlehrer in Halle (Saale) |
| Otto Friedrich Kruse               | 1801 – 1880      | deutscher gehörloser Schüler und Gehörlosenpädagoge in Schleswig                                                                                                |
| Georg August Kuckuck               | 1767 – 1841      | deutscher Generalmajor und Stadtkommandant, Schuldirektor in Hildesheim                                                                                         |
| Erhard Werndl von Lehenstein       | 1932 – 2020      | deutscher Künstler, Gehörlosenpädagoge und Genealoge |
| Rudolf Lindner                     | 1880 – 1964      | deutscher Gehörlosenpädagoge |
| Armin Löwe                         | 1922 – 2001      | Vater der Pädaudiologie in Deutschland und Pionier der auditiv-verbalen Erziehung                                                                               |
| Karl Max Löwe                      | 1834 – 1893      | gehörloser Schüler und Lehrer in Leipzig |
| Günter Maisch                      | -                | deutsche Gehörlosen-Pädagogen |
| Carl Malisch                       | -                | Gehörlosenlehrer |
| Georg Wilhelm Pfingsten            | 1746 – 1827      | deutscher Taubstummenlehrer |
| Ferdinand Rasch                    | 1831 – 1885      | gehörloser Schüler und Lehrer in Leipzig |
| Bernd Rehling                      | -                | deutsche Gehörlosen-Pädagogen |
| Carl Gottlob Reich                 | 1782 – 1852      | deutscher Taubstummenlehrer Direktor in Leipzig |
| Louis Franz August Satow           | 1880 – 1968      | deutscher Pädagoge, Publizist und Verleger |
| Susann Schmid-Giovannini           | * 1928           | österreichisch-schweizerische Pädagogin, Pionierin der auditiv-verbalen Erziehung und des Hörtrainings für das Cochleaimplantat                                 |
| Klaus Schulte                      | 1930 – 2016      | deutscher Sprachwissenschaftler und Gehörlosenpädagoge |
| Gehörlose Freiherr Hugo von Schütz | 1780 – 1847      | gehörloser Schüler und Lehrer in Wien |
| Daniel Heinrich Senß               | 1800 – 1868      | deutscher gehörloser Lehrer an Eschkes Schule |
| Hellmuth Starcke                   | -                | deutsche Gehörlosen-Pädagogen |
| Hartmut Teuber                     | * 1940           | deutscher Pädagoge, Philosoph und Aktivist |
| Karl Arnold Teuscher               | 1815 – 1864      | gehörloser Schüler und Lehrer in Leipzig |
| Karl Wilhelm Teuscher              | 1803 – 1835      | gehörloser Schüler und Lehrer in Leipzig |
| Jean Jacques Turretin              | 1778 – 1858      | dänisch-deutscher Maler und Gehörlosenlehrer in Schleswig |
| Heinrich Ullrich                   | 1873 – 1959      | deutscher Gehörlosenlehrer und Heimatforscher |
| Wolfgang Vater                     | * 1940           | deutscher Pädagoge und Autor |
| Augustin Violet                    | 1799 – 1859      | deutscher Pädagoge und Pionier |
| Jakob Anton Weidmann               | 1784 – 1853      | Schweizer Gehörlosenlehrer |
| Karl Heinrich Wilke                | 1800 – 1876      | deutscher gehörloser Schüler und Lehrer an Eschkes Schule |
| Fritz-Helmut Wisch                 | -                | deutsche Gehörlosen-Pädagogen |
| Johanna Margarethe von Witzleben   | 1853 – 1917      | deutsche Begründerin der Bewegung zur Selbsthilfe und Selbsterfahrung schwerhöriger Menschen in Deutschland                                                     |
| Stefan Wöhrmann                    | * 1954           | deutscher Diplom-Psychologe und Pädagoge |
| Johann „Hans“ Zach                 | 1892 – 1978      | österreichischer Politiker und Lehrer |